# Foeniculum
Foeniculum is de botanische naam van een geslacht van kruidachtige planten uit de schermbloemenfamilie (Umbelliferae oftewel Apiaceae). Het is een geslacht van nog geen half dozijn soorten, en volgens sommige botanici is venkel (Foeniculum vulgare) zelfs de enige soort. De soorten komen voor van Macaronesië en het Middellandse Zeegebied tot in Ethiopië en West-Nepal.
De botanische naam is afgeleid van het Latijnse 'feniculum, fœniculum, vervoeging van 'fenum, fœnum' = "hooi"

## Soorten
- Foeniculum piperitum (Ucria) C.Presl
- Foeniculum sanguineum Triano & A.Pujadas
- Foeniculum scoparium Quézel
- Foeniculum subinodorum Maire, Weiller & Wilczek
- Foeniculum vulgare Mill. - Venkel